# ریموند لووی
ریموند لووی (به فرانسوی: Raymond Loewy) (زادۀ ۵ نوامبر ۱۸۹۳ – درگذشته ۱۴ ژوئیه ۱۹۸۶) طراح صنعتی آمریکایی متولد فرانسه بود که به خاطر تلاش‌های خود در طراحی‌های انواع صنایع به شهرت بزرگی دست یافت. در این خصوص وی توسط مجلۀ تایم شناخته شد و در روی جلد ۳۱ اکتبر ۱۹۴۹ میلادی این مجله برجسته شد. او بیشتر دوران حرفه‌ای شغلی خود را در آمریکا سپری نمود. از میان طرح‌های ریموند لووی می‌توان به لوگوهای شرکت‌های بزرگی چون رویال داچ شل (Shell)، اکسان (Exxon)، ترنس ورلد ایرلاینز (TWA) و بریتیش پترولیوم (BP) (مورد استفاده تا سال ۲۰۰۰ میلادی)، اتوبوس سینیکروزر (Scenicruiser) برای شرکت ترابری گری‌هاوند (Greyhound)، دستگاه فروش خودکار نوشابۀ کوکا-کولا و طراحی مجدد بطریآن، بسته‌های سیگار لاکی استرایک، یخچال فریزرهای کولد اسپات، خودروهای استودبیکر آوانتی (Studebaker Avanti) و استودبیکر چامپیون (Studebaker Champion) و نشان رسمی همسان (Livery) ایر فورس وان آمریکا؛ او همچنین از سوی شرکت بین‌المللی صنایع سنگین هاروستر (International Harvester) برای تعمیرات اساسی کل خط تولید خود استخدام شد و تیم او به شرکت رقیب، آلیس چالمرز (Allis-Chalmers) نیز کمک کرد.
او طرح‌های متعددی را برای خطوط راه‌آهن انجام داد، از جمله: لوکوموتیو بخار کلاس اس۱ برای راه‌آهن پنسیلوانیا (PRR S1)، لوکوموتیو بخار کلاس جی‌جی۱ برای راه‌آهن پنسیلوانیا (PRR GG1) و لوکوموتیو بخار کلاس تی۱ برای راه‌آهن پنسیلوانیا (PRR T1)، تدابیر رنگی (Color Scheme) و نقش‌مایۀ عقاب برای اولین لوکوموتیوهای به سبک استریم‌لاین راه‌آهن میزوری پاسفیک، و تعدادی از تدابیر رنگی و طراحی‌های داخلی خودرو کمتر شناخته شده برای دیگر خطوط راه‌آهن. زندگی حرفه‌ای او هفت دهه طول کشید.
مطبوعات از لووی به عنوان مردی که آمریکا را شکل داد، پدر استریم‌لاینینگ و پدر طراحی صنعتی نام بردند.

## زندگانی و کار
لووی در سال ۱۸۹۳ میلادی در پاریس متولد شد و پدرش ماکسیمیلیان لووی روزنامه‌نگار وینی بود و مادرش ماری لابالم یک زن فرانسوی بود. نخستین موفقیت لووی طراحی موفقیت‌آمیز یک هواپیما بود که او را برنده جام گوردون بنت در سال ۱۹۰۸ نمود. در سال بعد او داشت هواپیمایی را می‌فروخت که آیرل نام داشت.
او در جنگ جهانی اول در ارتش فرانسه خدمت کرد و به درجه کاپیتانی رسید. لووی در جنگ زخمی شد و نشان صلیب نظامی فرانسه را دریافت نمود.

## زندگی حرفه‌ای

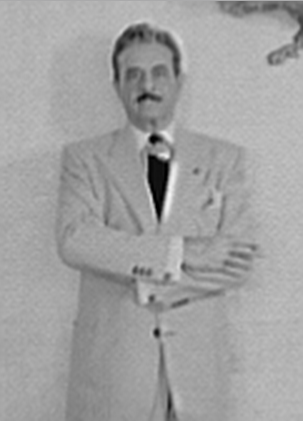
ریموند لووی

در سال ۱۹۲۹ شرکت‌های آمریکایی که در حال ورشکستگی بودند به شکل بی‌سابقه‌ای رشد کردند و از ورشکستگی نجات یافتند. برای پا بر جا ماندن، طراحی قطعات به دلیل افزایش فروش جدی گرفته می‌شد و همین امر موجب شد در ابتدا طراحی تبدیل به یک امر تجاری شود. مهم‌ترین مشخصه فرم قطعات منحنی شکل در آن زمان بیانگر پویایی عصر مدرن می‌باشد و این نویدی است برای آینده با شکوه و موفقیت برای هر مصرف‌کننده‌ای که از قبل به این سبک وابسته می‌باشد. حتی اگر فقط به مصرف کردن ادامه دهند. روش ساخت قطعات منحنی شکل هنوز به پایه و اساس تجهیزات علمی و کمال مطلوب نرسیده بود اما با این وجود آن را مختصراً بیان می‌نمود. صرف نظر از عملکرد اشیا آن‌ها جذاب و وسوسه انگیز ساخته می‌شدند. لوئی در مدت زمان زندگی خود برای شرکت‌های خصوصی بی‌شماری کار کرد و این کار را به خوبی کارهایی که برای شرکت‌های دولتی انجام داده بود به اتمام رساند.
طراحی‌های او تأثیر شگرفی روی ساخته‌های بشر گذاشته‌ است. او به عنوان مردی که آمریکا را تغییر داد شناخته شده‌است. او توانست قطعه‌های منحنی شکلی را به شکلی ساده و مؤثر طراحی کند که مقامت هوا را کم می‌کند. با این کار او توانست شغل پر زحمت و طولانی خود را به مدت ۶۰ سال پایه‌گذاری کند. او مسئولیت مرتب کردن تولیداتی از جمله ماشین‌ها، هواپیماها، ساختمان‌ها و از تمام اسباب و لوازم خانگی گرفته تا خمیر دندان و خودکار را به عهده داشت. کار کردن به عنوان مشاور برای شرکت‌های بی‌شماری از جمله شرکت موتور هاپ، کوکاکولا، اتحادیه هواپیماها، شِل، اکسون، آی‌بی‌ام، ب‌ام‌و، جنرال موتورز و ناسا او را به این فکر انداخت که طراحی ساده و مؤثر می‌تواند زیبایی را دراقتصاد منعکس سازد. در مدت زمان کسب افتخارات و جوایز بزرگی از جمله مدال طلا در حمل و نقل عمومی (برای طراحی لوکوموتیو GG-1) بیانیه بین‌المللی در فرانسه در سال ۱۹۳۷، طراح نمونه صنعت و هنر در لندن در سال ۱۹۳۷، دریافت جایزه از رئیس‌جمهور فرانسه، در سال ۱۹۸۰، به عنوان شهروند افتخاری فرانسه انتخاب شد.
او یکی از صدمین تأثیرگذاران آمریکایی در قرن بیستم، توسط مجله لایف و ساندی تایمز نام‌گذاری شده‌است.

### کوکاکولا
لووی به مدت ده سال برای شرکت کوکاکولا کار می‌کرد. این شرکت سالیانه متحمل طراحی‌های متعددی می‌شد. در این مدت او کمتر خود را درگیر طراحی بطری‌های نوشابه نمود. با این وجود همکاری و کمک او در این زمینه موجب شد طرح اصیلی که در تمام غرب شناخته شده‌است به وجود آید. لاغر کردن نسخه قبلی توسط او موجب شد تا بطری یکدست سیاه شود و در نتیجه جذابیت بیشتری برای نسل جدید داشته باشد. او همچنین مسئول طراحی مجدد برای کوکاکولا در سال ۱۹۴۷ بود. او در این مدت از امتیاز خود برای طراحی یخچال برای بطری‌های نوشابه (خنک نگهدارنده) در سال ۱۹۴۵استفاده کرد. ۱۰ سال بعد (۱۹۵۶) در باز کنی طراحی کرد که در بطری‌های نوشابه را در خود نگه می‌داشت.

### شل
در سال ۱۹۶۷ شرکت شل به مشکلی در طراحی برخورده بود. مشکل این بود که مدل طراحی شده لوگو از فاصله دور یا در نور کم به خوبی تشخیص داده نمی‌شد. این مدل امروزه هنوز استفاده می‌شود. اولین مدل در کل شکل حلزونی نداشت. در سال ۱۹۰۰ مدل صدف دو لبه‌ای جایگزین آن شد. طراحی مجدد و امتحان کردن مدل آن چهار سال توسط لووی به طول نجامید تا این فرم حلزونی شکل، سنبل جهانی پیدا کند. یکی از امتحاناتی که گروه لووی بر روی این فرم انجام داد، این بود که نمونه‌های اولیه مختلف را روی پل‌ها آویزان می‌کردند. جایی که توسط رانندگان عبوری دیده می‌شد. بعد از آن از رانندگان در مورد این نمونه‌ها سؤال می‌شد.